# Защо Русия не е Америка
„Защо Русия не е Америка“ е книга на руския журналист и полковник от ФСБ Андрей Паршев, излязла през 1999 г.
Според книгата предвид географските характеристики (климата и рядко заселената територия) на Русия страната не е подходяща за прилагането на либералния модел на пазарни реформи, а продължаващото им прилагане ще доведе до изчезването на голяма част от населението и в крайна сметка ще се стигне до разпадането на страната.